# Coatréven
Coatréven (tiếng Breton: Koatreven) là một xã của tỉnh Côtes-d’Armor, thuộc vùng Bretagne, tây bắc Pháp.

## Dân số
Người dân ở Coatréven được gọi là Coatrévenais.